# Mentoring Artists for Women's Art
 (novembre 2019).
Le programme MAWA (Mentoring Artists for Women's Art) est un centre d'éducation féministe en arts visuels basé à Winnipeg, au Manitoba.Fondée en 1984, cette organisation à but non lucratif encourage et soutient le développement intellectuel et créatif des femmes dans les arts visuels en offrant un forum permanent sur l'éducation et le dialogue critique. 
La programmation mensuelle de MAWA comprend des conférences, des présentations d'artistes, des ateliers pratiques, des ateliers sur le développement professionnelles, des groupes de lecture critiques, des visites d'ateliers, un groupe pour artistes-mères, des projections et des visites sur le terrain. Parmi les artistes et commissaires invitées il y a eu : Lucy Lippard (Albuquerque, Nouveau-Mexique), Deborah Kelly (Sydney, Australie), Sara Riel (Reykjavik, Islande), Rosalie Favell (Ottawa), Allyson Mitchell (Toronto), Yolanda Paulsen (Mexico) et Huma Mulji (Lahore, Pakistan). MAWA fournit également une plate-forme pour la rédaction critique, en incluant un texte invité un texte qui apparaît dans leur lettre d'information et sur leur site Web. 
Bien que les programmes de mentorat de MAWA s'adressent aux artistes s'identifiants comme femmes, par reconnaissance des inégalités historiques et actuelles, la majorité de leurs programmes sont ouverts aux personnes de tous les sexes et sont proposés à un coût modique ou nul. MAWA compte plus de 300 membres rémunérés, dont environ 80% résident à Winnipeg. Un autre 10% sont situés ailleurs au Manitoba et l'autre 10% dans le reste du Canada. Plus de 350 bénévoles contribuent à MAWA chaque année. 

## Historique
MAWA a été fondée par Diane Whitehouse (en), Sheila Butler (en) et d'autres, sous le nom "artistes du Manitoba pour les œuvres d'art féminin", afin de remédier à l'inégalité entre les sexes dans les arts visuels en offrant des possibilités aux femmes. Il a été créé en réponse aux conclusions d'un comité de recherche basé à l'Institut d'art contemporain Plug In. 

## Mentorat
MAWA travaille pour soutenir l'art dans la communauté par le biais de programmes de mentorat. Les artistes plus établis partagent leur expérience et leur expertise avec des artistes en développement dans un environnement d’apprentissage fondé sur le soutien des pairs qui permet aux femmes de développer leurs pratiques. À travers le mentorat, MAWA créé une communauté dynamique et compétente, au service des femmes artistes à toutes les étapes de leur carrière. 

### Programme de mentorat de la fondation
Le programme de mentorat de la Fondation est la principale activité de MAWA depuis 1985. Il s’agit d’un programme d’une durée d’un an au cours duquel des artistes établis partagent leur expérience avec des artistes en développement. Il est conçu pour aider les femmes dans les arts visuels à développer leurs compétences et à définir leur philosophie de prise de décision, et à donner accès à l'information, aux ressources et au soutien dont elles ont besoin pour atteindre leurs objectifs. En plus d'une relation individuelle avec un mentor, le programme fournit un groupe de pairs aux participantes lors de réunions de groupe. 

### Mentors et mentorés
Mentors: Sheila Butler, Aganetha Dyck, Diana Thorneycroft, Eleanor Bond, Bev Pike, Grace Nickel, Sigrid Dahle, Shawna Dempsey, KC Adams et bien d’autres. Reva Stone, Laura Letinsky, Roewan Crowe et Dominique Rey, entre autres, ont été d'anciens mentorés. 

## Expositions
Grrls, Poussins, Sœurs et Squaws: Les citoyennes du cyberespace (2006). Organisée par Skawennati Tricia Fragnito . 
La résilience (2018). Organisée par Lee-Ann Martin. 

## Des publications
- Culture de communauté (2004)
- Technologies de l'intuition (2006)
- Desire Change: l'art féministe contemporain au Canada (2017)